# West Salem, Illinois
West Salem là một làng thuộc quận Edwards, tiểu bang Illinois, Hoa Kỳ. Năm 2010, dân số của làng này là 897 người.

## Dân số
Dân số qua các năm:
- Năm 2000: 1001 người.
- Năm 2010: 897 người.